# 21-я группа армий
21-я группа армий (англ. 21st Army Group) — оперативно-стратегическое объединение Британской империи. 21-я группа армий была британским штабным формированием, сформированным во время Второй мировой войны. Она включала в себя две полевые армии и другие вспомогательные подразделения, состоящие, в основном, из 2-й британской армии и 1-й канадской армии. Созданная в Лондоне в июле 1943 года под Главным командованием экспедиционных сил союзников (SHAEF), она была назначена для операции «Оверлорд», вторжения западных союзников в Европу, и была важной силой союзников на Европейском театре военных действий. В разное время за время своего существования 21-я группа армий имела дополнительные британские, канадские, американские и польские полевые армии или корпуса, приданные ей. 21-я группа армий действовала в северной Франции, Люксембурге, Бельгии, Нидерландах и Германии с июня 1944 года по август 1945 года, когда она была переименована в Британскую рейнскую армию.

## Участие во Второй мировой войне

### Нормандия
21-я группа армий, которой командовал имевший тогда звание генерала Бернард Монтгомери, изначально контролировала все сухопутные силы, участвовавшие в операции «Оверлорд» — а именно 1-ю американскую и 2-ю британскую армии. После высадки американских войск во Франции была сформирована 12-я группа армий под командованием генерала Омара Брэдли, а 21-й группе армий доверили только 2-ю британскую и 1-ю канадскую армии, причём в состав последней входили британские и польские части.
В Нормандии велась битва на истощение с участием британско-канадских войск, которые стянули на себя большую часть немецких сил (в том числе танковых дивизий) в районе Кана, на восточной части плацдарма. В ходе этих боёв немцы были измотаны настолько, что в начале августа 1944 года не выдержали прорыв американских войск на западном участке нормандского побережья. В ходе контрнаступления немцев под Мортеном американские войска и 21-я группа армий взяли немцев в Фалезский котёл: избежавшие разгрома немецкие части отступили на территорию Нидерландов.

### Продвижение к Нидерландам
После того, как в рамках операции «Драгун» 6-я группа армий осуществила десант на южном побережье Франции, 21-я группа армий сформировала левый фланг трёх союзных армейских групп, которые должны были наступать на позиции немецкой армии на Западном фронте. На 21-ю группу возлагались ответственности по защите портов, важных для снабжения союзных войск, и по захвату пусковых установок крылатых ракет Фау-1 и Фау-2 на западном побережье Франции и на территории Бельгии.
К 20 августа немцы отступили за реку Сена, бросив всё тяжёлое вооружение. Последующие действия в Северной Франции и Бельгии представляли собой преследование отступающих немцев, а занятые немцами порты («города-крепости») оказывали очень слабое сопротивление 1-й канадской армии. Пройдя примерно 250 сухопутных миль за четверо суток, 4 сентября 1944 года союзники взяли без боя Антверпен, а в последующие дни ими был зачищен от немцев порт. В то же время 1 сентября 1944 года из подчинения 21-й группы армий были выведены американские войска, которые были затем объединены в 12-ю группу армий.
К середине сентября части 21-й группы армий вышли к нидерландской границе, однако из-за нехватки боеприпасов, слякоти и размытых дорог (виной тому были подорванные немцами дамбы) продвижение группы остановилось. Оборона немцев в портах Альберт-канала, подходы к Антверпену, бомбардировки французски и железных дорог привели к тому, что линии снабжения союзных войск из Нормандии растянулись настолько, что войска на передовой снабжались только с помощью автотранспорта.

### Операция «Маркет Гарден»
Успешная высадка в Нормандии усилила уверенность военных в возможности разгромить немцев на Западном фронте до конца года и вступить на их территорию: для этого требовалось переправиться через Рейн. Чтобы ускорить падение немецкой обороны на Западе, была подготовлена большая воздушно-десантная операция под названием «Маркет Гарден», которую планировалось провести в Нидерландах. В операции должны были участвовать две американские воздушно-десантные дивизии (82-я и 101-я), 1-я британская воздушно-десантная дивизия и прикомандированная к ней 1-я отдельная польская парашютная бригада. Личному составу этих частей необходимо было десантироваться на территории Нидерландов и захватить мосты через Нижний Рейн, прежде чем их подорвут немцы. Тем временем через Эйндховен и Неймеген на помощь десантникам должны были выдвинуться части британской Гвардейской бронетанковой дивизии, которые прошли бы Арнем, вышли бы к равнинам Германии на севере и Рурской долине.
Однако у британских бронетанковых частей была только одна главная дорога для продвижения, а информации о расположении немцев в зоне боевых действий либо не хватало, либо она игнорировалась. Отступившие немецкие части всё ещё сохраняли высокую боеспособность, поэтому 30-му британскому корпусу предстояли очень тяжёлые бои, которые замедлили бы британское наступление. Так, в ходе битвы за Арнем была почти полностью уничтожена 1-я британская воздушно-десантная дивизия. Наступление британцев в итоге остановилось к югу от Нижнего Рейна: ими был занят только узкий участок, простиравшийся от севера Бельгии до юго-восточной части Нидерландов и уязвимый для немецких атак. На этот Неймегенский выступ (находился к северу от Неймегена) немцы бросили все свои силы, но британцы удержали свои позиции. В дальнейшем этот выступ британцы расширили на восток в ходе кровопролитного сражения за Оверлон и на запад в ходе операции «Фазан», освободив Тилбург и Хертогенбос и тем самым расширив линию фронта.

### Битва на Шельде
Поскольку в день захвата Антверпена его порт не был зачищен, у немецкой армии появилось время на подготовку к обороне: они не просто окопались, но и попросту лишили британцев воспользоваться всеми доступными подходами к порту, чтобы быстро добраться до порта. Для освобождения подходов к порту и решения проблемы снабжения британских войск требовалось проведение войсковой операции. Особо важную роль в обороне порта Антверпена играл остров Валхерен, на котором немцы возвели серию укреплений для защиты устья Шельды, через которое проходил путь к порту Антверпена. За эти позиции союзники вступили в бои против немцев, завязав битву на Шельде: силами  2-го канадского корпуса были освобождены подходы к Антверпену с севера и с юга, а в конце 1944 года Валхерен пал в результате морской десантной операции. В этой битве участвовали также британские морские пехотинцы.

### Арденнская операция
После падения Валхерена немецкие войска предприняли последнее на Западном фронте крупномасштабное наступление, пытаясь повторить свои действия 1940 года и прорвать слабую оборону союзных войск — а именно в бельгийских Арденнах. В ходе этого сражения немцы прорвали оборону американцев и образовали огромный выступ, оттеснив некоторые американские части на север и на юг соответственно. Штаб 12-й группы армий США находился на юге, и командующий союзными войсками Дуайт Эйзенхауэр принял решение передать командование американскими частями к северу от выступа 21-й группе армий. При поддержке 3-й американской армии, которой командовал Джордж Паттон, американцы сумели отразить наступление и отвоевать часть потерянных территорий. Во время Арденнского сражения 1-й американской армией командовал британский фельдмаршал Бернард Монтгомери, а уже после завершения битвы эту армию вернули в расположение 12-й группы армий, которой командовал Омар Брэдли. 9-я американская армия пробыла под контролем Монтгомери несколько дольше, прежде чем её вернули под американское командование.

### Форсирование Рейна
Перед форсированием Рейна от присутствия немцев необходимо было зачистить Рурский треугольник. Операция «Блэккок» по взятию под контроль Рурского треугольника проходила с 14 по 27 января 1945 года. В задачи этой операции номинально не входили ни глубокий прорыв линий обороны противника, ни захват большого количества личного состава в плен. Сама операция выполнялась постепенно и была успешно завершена с минимальными потерями. К марту 1945 года союзные войска вышли к Рейну. В состав 21-й группы армий входили 2-я британская армия генерала Майлз Демпси, 1-я канадская армия генерала Харри Крирара и 9-я американская армия генерала Уильяма Худа Симпсона.
1-я канадская армия участвовала в Маас-Рейнской операции в трудных условиях, продвигаясь к востоку от Неймегена через Рейхсвальдский лес и затем уходя на юг. Это продвижение осуществлялось в соответствии с планом операции «Граната» по взятию немецких частей в клещи: канадцы двигались с северной стороны, а 9-я американская армия — с южной в направлении Дюссельдорфа и Крефельда. Предполагалось, что в случае успешной операции будет полностью зачищено от немцев западное побережье Северного Рейна, однако в связи с тем, что немцы взорвали плотины на реке Рур, продвижение американцев было замедлено на две недели, в связи с чем в бой вступили канадские части. Именно они оттянули на себя немецкие резервы, которые должны были оборонять позиции в Кёльнской низменности.
13 марта 1945 года началась Рейнская операция, в ходе которой 2-я британская и 9-я американская армии форсировали Рейн на разных участках к северу от Рура, вследствие чего немецкая оборона быстро была разрушена. 1-я канадская армия, сдвинувшись влево, освободила северную часть Нидерландов и заняла пограничные районы Германии. 2-я британская армия заняла значительную часть северо-запада Германии, а 9-я американская армия прижала немцев слева, в результате в чего они были взяты в клещи и оказались в большом Рурском котле. 4 апреля 9-я армия вернулась под командование 12-й группы армий Омара Брэдли. 4 мая 1945 года фельдмаршал Бернард Монтгомери принял акт о безоговорочной капитуляции группы немецких войск в Нидерландах, Дании и северо-западной Германии. После окончания войны в Европе 21-я группа армий была преобразована в штаб-квартиру Британской зоны оккупации Германии, а с 25 августа 1945 года числилась уже как Британская рейнская армия — британский военный контингент, располагавшийся в Германии во время Холодной войны.

## Состав
Основными составными частями 21-й группы армий были 1-я канадская армия и 2-я британская армия. На практике ни одна из двух армий не была однородно британской или канадской. Также был включен I польский корпус, начиная с Нормандии, и небольшие голландские, бельгийские и чехословацкие подразделения; время от времени к ним присоединялись подразделения Армии США:
- 21-я группа армий (21st Army Group)
  -  2-я британская армия (British Second Army)
    -  8-й британский армейский корпус (VIII Corps)
      -  Гвардейская бронетанковая дивизия (Guards Armoured Division)
      -  3-я пехотная дивизия (3rd Infantry Division)
      -  5-я пехотная дивизия[англ.] (5th Infantry Division)
      -  15-я (шотландская) пехотная дивизия[англ.] (15th (Scottish) Infantry Division)

    -  12-й британский армейский корпус[англ.] (XII Corps)
      -  11-я бронетанковая дивизия (11th Armoured Division)
      -  53-я (валлийская) пехотная дивизия[англ.] (53rd (Welsh) Infantry Division)
      -  59-я (стаффордширская) пехотная дивизия[англ.] (59th (Staffordshire) Infantry Division) — расформирована в августе 1944 года

    -  30-й британский армейский корпус (XXX Corps)
      -  7-я бронетанковая дивизия (7th Armoured Division)
      -  43-я (уэссекская) пехотная дивизия[англ.] (43rd (Wessex) Infantry Division)
      -  51-я (хайлендская) пехотная дивизия (51st (Highland) Division)
      -  50-я (нортумбрийская) пехотная дивизия[англ.] (50th (Northumbrian) Infantry Division) — с ноября 1944 года несла службу в Англии в качестве учебной части
      -  52-я (лоулендская) пехотная дивизия[англ.] (52nd (Lowland) Infantry Division)

  -  1-я канадская армия (First Canadian Army)
    -  2-й канадский армейский корпус[англ.] (II Canadian Corps)
      -  2-я канадская дивизия (2nd Canadian Division)
      -  3-я канадская дивизия (3rd Canadian Division)
      -  4-я канадская (бронетанковая) дивизия (4th Canadian (Armoured) Division)

    -  1-й британский армейский корпус[англ.] (I Corps)
      -  1-я польская бронетанковая дивизия[англ.] (1 Dywizja Pancerna / 1st Armoured Division)

    -  1-й канадский армейский корпус[англ.] (I Canadian Corps)
      -  1-я канадская дивизия (1st Canadian Division)
      -  5-я канадская (бронетанковая) дивизия (5th Canadian (Armoured) Division)
      -  49-я (западнорайдингская) пехотная дивизия[англ.] (49th (West Riding) Infantry Division) — с марта 1945 года в 1-м канадском корпусе

### Подразделения Армии США
21-й группе армий в разное время придавались подразделения Армии США:
- Во время Голландской операции две воздушно-десантные дивизии (101-я и 82-я) были развёрнуты в составе 1-й союзной воздушно-десантной армии.
- Во время операции «Фазан»[англ.] по освобождению Северного Брабанта 1-й британский корпус был усилен 104-й пехотной дивизией[англ.].
- Во время Арденнской операции 1-я[англ.] и 9-я[англ.] полевые армии на северном выступе немецкого прорыва перешли под контроль 21-й группы армий.
- 9-я армия оставалась частью 21-й группы армий во время наступления на Рейн (Маас-Рейнская операция и операция «Граната»[англ.]), переправ через Рейн (Рейнская операция) и битвы за Рурский карман (Рурская операция).
- 17-я воздушно-десантная дивизия[англ.] также принимала участие в форсировании Рейна в рамках Рейнской воздушно-десантной операции.
- Во время операции «Клипер»[англ.] 84-я пехотная дивизия[англ.] временно придавалась 30-му британскому корпусу.

## Командиры
- Июнь 1943 — декабрь 1943: генерал Бернард Пейджет[англ.][21]
- Январь 1944 — август 1945: генерал Бернард Монтгомери[22]